# S.W.A.T. 특수기동대
《S.W.A.T. 특수기동대》(영어: S.W.A.T.)는 2003년 개봉한 미국의 액션 범죄 스릴러 영화이다. 1975년부터 1976년까지 방영된 동명 드라마가 원작이다. 클라크 존슨이 연출하고, 새뮤얼 L. 잭슨, 콜린 패럴, 제러미 레너, 미셸 로드리게스, LL 쿨 J, 조시 찰스, 브라이언 밴홀트, 올리비에 마르티네즈 등이 출연하였다.

## 줄거리
로스앤젤레스 경찰국(LAPD) SWAT 순경 짐과 파트너 브라이언이 속한 팀은 강도들이 인질극을 벌이고 있는 한 은행에 잠입한다. 브라이언은 명령에 불복하여 강도들과 교전을 시작하고 인질에게 부상을 입힌다. 브라이언과 짐은 결국 범인들을 제압하지만 풀러 경감은 둘을 SWAT에서 제외시킨다.
풀러는 짐에게 브라이언이 한 짓을 불면 SWAT에 다시 들어오게 해주겠다고 한다. 짐은 이 제안을 거절하면서 그대로 물품실로 좌천된다. 그럼에도 브라이언은 짐이 SWAT에 남으려고 자신을 밀고했다고 짐작하고 경찰을 그만두며 짐과 절교한다.
6개월 후 국장이 혼도 경사에게 SWAT을 재조직하라고 지시하자 혼도는 풀러의 반대에도 불구하고 짐을 뽑는다. 짐, TJ, 마이클, 디크, 크리스가 속한 팀은 첫 번째 임무에서 짐이 고안한 벽 뚫는 장치를 활용하여 범인을 제압하는 데 성공한다.
한편 아버지를 살해하고 집안을 접수한 프랑스 마약왕 알렉스는 국제형사경찰기구에게 쫓기는 국제 범죄자이다. 알렉스는 가짜 신분으로 로스앤젤레스에 와서 횡령을 저지른 삼촌 마르탱을 죽인다. 마르탱의 차를 타고 공항으로 향하던 알렉스는 고장난 차 미등 때문에 경찰 단속에 걸려 체포된다. 알렉스 동료들이 LAPD 경관인 척 교도소로 이송되던 알렉스를 빼내려고 시도하지만 혼도의 팀이 알렉스를 다시 붙잡는다.
알렉스가 자신을 탈옥시키는 사람에게 1억 달러를 주겠다고 선포하면서 암흑가 전체가 들썩이는 가운데 LAPD는 알렉스를 연방 교도소로 이송할 준비를 하는데...

## 출연
- 새뮤얼 L. 잭슨 - 댄 "혼도" 해럴슨 경사 2급 역
- 콜린 패럴 - 제임스 "짐" 스트리트 순경 3급 역
- 제러미 레너 - 브라이언 갬블 순경 3급 역
- 브라이언 밴홀트 - 마이클 복서 순경 3급 역
- 미셸 로드리게스 - 크리스티나 "크리스" 샌체즈 순경 3급 역
- LL 쿨 J - 디콘 "디크" 케이 순경 3급 역
- 올리비에 마르티네즈 - 알렉상드르 "알렉스" "르 루 루주(붉은 늑대)" 몽텔 역
- 조시 찰스 - 트래비스 조지프 "T.J." 매케이브 순경 3급 역
- 애슐리 스콧 - 라라 복서 역
- 켄 더비티언 - 마틴 개스코인(마르탱 가스쿠아뉴) 역
- 레지 E. 캐시 - 경위 2급 그레그 벌래스케즈 역
- 래리 포인덱스터 - 톰 풀러 경감 2급 역
- 페이지 케네디 - 트래비스 역
- 도미닉 롬바도지 - GQ 순경(을 가장한 알렉스 동료) 역
- 제프 윈콧 - 에드 테일러 역
- 옥타비아 스펜서 - 골목 이웃 역
- 스티브 포러스트 - SWAT 트럭 운전 기사 역
- 리드 다이아몬드 - 데이비드 버레스 순경 역

## 우리말 녹음
MBC 성우진
- 이윤연 - 혼도(새뮤얼 L. 잭슨)
- 김영선 - 짐 스트리트(콜린 패럴)
- 전국근 - 거스(제임스 듀몬트)
- 김명수 - 토머스(래리 포인덱스터)
- 이성 - 그레그(레지 E. 캐시)
- 최상기 - 마틴(켄 더비티언)
- 김강산 - T.J.(조시 찰스)
- 손원일 - 알렉스(올리비에 마르티네즈)
- 이승환 - 경찰(콜린 에글스필드)
- 안종덕 - 마이클(브라이언 밴홀트)
- 한수림 - 크리스(미셸 로드리게스)
- 이상훈 - 디크(LL 쿨 J) / 알렉상드르(알렉스)의 부하(도미닉 롬바도지)
- 방성준 - 브라이언(제러미 레너)
- 김두희 - 크리스의 파트너(케네스 프랭클린)
- 류승곤 - 강도(그레고리 스폴레더)
- 양준건 - 강도(프랭키 J. 앨리슨)
- 유상우 - 라라(애슐리 스콧)
- 이민하 - 캐시(루신다 제니)
- 한경화 - 크리스의 딸